# العلاقات الكاميرونية البليزية
العلاقات الكاميرونية البليزية هي العلاقات الثنائية التي تجمع بين الكاميرون وبليز.

## مقارنة بين البلدين
هذه مقارنة عامة ومرجعية للدولتين:
| وجه المقارنة                                              | الكاميرون                      | بليز         |
| --------------------------------------------------------- | ------------------------------ | ------------ |
| المساحة (كم2)                                             | 475.44 ألف                     | 22.97 ألف    |
| عدد السكان (نسمة)                                         | 24.05 مليون                    | 374.68 ألف   |
| الكثافة السكانية (ن./كم²)                                 | 50.58                          | 16.31        |
| العاصمة                                                   | ياوندي                         | بلموبان      |
| اللغة الرسمية                                             | لغة فرنسية، لغة إنجليزية       | لغة إنجليزية |
| العملة                                                    | فرنك وسط أفريقي                | دولار بليزي  |
| الناتج المحلي الإجمالي (بليون دولار)                      | 34.80 مليار                    | 1.84 مليار   |
| الناتج المحلي الإجمالي (تعادل القوة الشرائية) بليون دولار | 72.72 مليار                    | 3.05 مليار   |
| الناتج المحلي الإجمالي الاسمي للفرد دولار أمريكي          | 1.22 ألف                       | 4.88 ألف     |
| الناتج المحلي الإجمالي للفرد دولار أمريكي                 | 2.97 ألف                       | 8.42 ألف     |
| مؤشر التنمية البشرية                                      | 0.512                          | 0.715        |
| رمز المكالمات الدولي                                      | +237                           | +501         |
| رمز الإنترنت                                              | .cm                            | .bz          |
| المنطقة الزمنية                                           | توقيت غرب أفريقيا، ت ع م+01:00 | 00           |

## منظمات دولية مشتركة
يشترك البلدان في عضوية مجموعة من المنظمات الدولية، منها:
| علم المنظمة | اسم المنظمة                                 | تاريخ انضمام الكاميرون | تاريخ انضمام بليز |
| ----------- | ------------------------------------------- | ---------------------- | ----------------- |
|             | مؤسسة التنمية الدولية                       | 10 أبريل 1964          | 19 مارس 1982      |
|             | يونسكو                                      | 11 نوفمبر 1960         | 10 مايو 1982      |
|             | وكالة ضمان الاستثمار متعدد الأطراف          | 7 أكتوبر 1988          | 29 يونيو 1992     |
|             | الأمم المتحدة                               | 20 سبتمبر 1960         | 25 سبتمبر 1981    |
|             | مجموعة دول أفريقيا والكاريبي والمحيط الهادئ | ?                      | ?                 |
|             | دول الكومنولث                               | ?                      | ?                 |
|             | الفريق المعني برصد الأرض                    | ?                      | ?                 |
|             | الاتحاد البريدي العالمي                     | ?                      | ?                 |
|             | البنك الدولي للإنشاء والتعمير               | 10 يوليو 1963          | 19 مارس 1982      |
|             | الاتحاد الدولي للاتصالات                    | 22 ديسمبر 1960         | 16 ديسمبر 1981    |
|             | منظمة حظر الأسلحة الكيميائية                | ?                      | ?                 |
|             | مؤسسة التمويل الدولية                       | 1 أكتوبر 1974          | 19 مارس 1982      |
|             | منظمة التجارة العالمية                      | ?                      | ?                 |
|             | منظمة الشرطة الجنائية الدولية               | ?                      | ?                 |

## وصلات خارجية
- موقع وزارة الخارجية الكاميرونية
- موقع وزارة الخارجية البليزية